# Джафаров, Эльчин Лянкяран оглы
Джафаров Эльчин Лянкяран оглы (азерб. Elçin Lənkəran oğlu Cəfərov; род. 7 февраля 1959, Агдам) — азербайджанский спортивный деятель, член Национального олимпийского комитета, с 2010 года вице-президент Федерации борьбы Азербайджана по греко-римской борьбе.

## Биография
Эльчин Джафаров начал заниматься борьбой в возрасте 10 лет и достиг успехов на всесоюзных соревнованиях. В 1981 году ему было присвоено звание мастера спорта по греко-римской борьбе. В 1987 году он окончил Азербайджанский государственный институт физической культуры и спорта. В 1992 году получил звание заслуженного тренера.
С 1992 по 1994 годы занимал должности первого заместителя председателя и исполняющего обязанности председателя Государственного комитета по физической культуре и спорту Азербайджанской Республики. В 1996 году возглавлял Управление спорта и Главное управление спорта Министерства молодежи и спорта. С 2002 по 2010 годы был главным тренером национальной сборной по греко-римской борьбе. Под его руководством спортсмены достигли значительных успехов, включая завоевание первой в истории Азербайджана золотой олимпийской медали в греко-римской борьбе (Афины, 2004, Фарид Мансуров) и двух серебряных медалей на Олимпийских играх в Пекине (2008).

## Награды и признание
В 2004 году указом Президента Азербайджанской Республики Эльчин Джафаров был награждён орденом «Шохрат» («Слава»). В 2006 году ему была назначена персональная пенсия Президента Азербайджанской Республики. В 2008 году он получил почетное звание «Заслуженный деятель физической культуры и спорта» и был награждён медалью «Тярягги» («Прогресс»). В 2010 году по указу Президента Национального олимпийского комитета Ильхама Алиева Эльчин Джафаров был удостоен «Олимпийского ордена».

## Личная жизнь
Эльчин Джафаров женат, имеет двоих детей.
Его вклад в развитие азербайджанского спорта, особенно в области греко-римской борьбы, высоко ценится, и он продолжает активно работать в спортивной сфере страны.